# John R. Needham
John R. Needham (* 18. Dezember 1824 in Washington Court House, Fayette County, Ohio; † 9. Juli 1868) war ein US-amerikanischer Politiker. Zwischen 1862 und 1864 war er Vizegouverneur des Bundesstaates Iowa.

## Werdegang
Nach einem Jurastudium und seiner Zulassung als Rechtsanwalt begann John Needham in Ohio in seinem Beruf zu arbeiten. Später zog er in das Mahaska County in Iowa, wo er die Zeitung The Oskaloosa Herald herausgab. Politisch schloss er sich der Republikanischen Partei an. Außerdem wurde er Mitglied des Senats von Iowa.
1862 wurde Needham an der Seite von Samuel Jordan Kirkwood zum Vizegouverneur von Iowa gewählt. Dieses Amt bekleidete er zwischen 1862 und 1864. Dabei war er Stellvertreter des Gouverneurs und Vorsitzender des Staatssenats. Anschließend wurde er erneut in den dortigen Senat gewählt. Dieses Mandat übte er bis zu seinem Tod am 9. Juli 1868 aus.